# Sceloporus salvini
Espèce
Statut de conservation UICN

 DD  : Données insuffisantes
Sceloporus salvini est une espèce de sauriens de la famille des Phrynosomatidae.

## Répartition
Cette espèce est endémique du Mexique. Elle se rencontre dans les États du Veracruz et d'Oaxaca.

## Étymologie
Cette espèce est nommée en l'honneur d'Osbert Salvin (1835–1898).

## Publication originale
- Günther, 1890 : Reptilia and Batrachia, Biologia Centrali-Américana, Taylor, & Francis, London, p. 1-326 (texte intégral).